# Старое Мисто
Старое Мисто (укр. Старе Місто) — село в Подгаецкой городской общине Тернопольского района Тернопольской области Украины.
До 2020 года входило в Подгаецкий район.
Население по переписи 2001 года составляло 1094 человека. Почтовый индекс — 48005. Телефонный код — 3542.

## Известные люди
- Тарас Гунчак — украинский учёный-историк, общественный деятель, профессор. Заслуженный деятель науки и культуры Украины (1993). Почётный академик Академии наук высшей школы Украины